# Chimarrhodella peruviana
Chimarrhodella peruviana är en nattsländeart som först beskrevs av Ross 1956.  Chimarrhodella peruviana ingår i släktet Chimarrhodella och familjen stengömmenattsländor. Inga underarter finns listade i Catalogue of Life.